# Mecklenburg-Vorpommern-Pokal

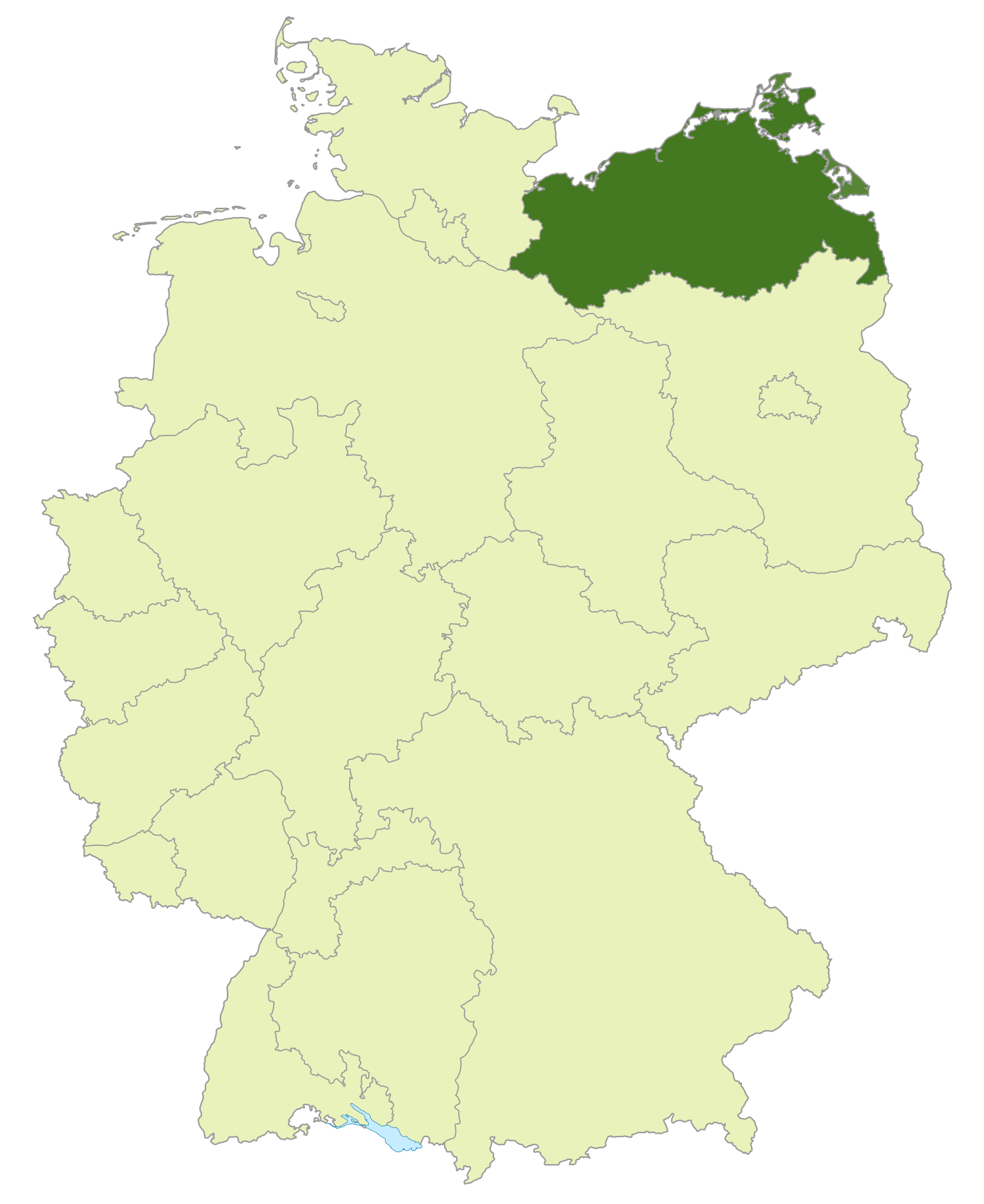
Meklenbursko-Pomořansko na mapě Německa

Mecklenburg-Vorpommern-Pokal je německá fotbalová soutěž pro týmy pod Meklenbursko-Pomořanským fotbalovým svazem (Landespokal, regionální pohár). Meklenbursko-Pomořanský fotbalový svaz sdružuje ve svých řadách více než 54 000 členů registrovaných v 1 703 klubech. V této podobě se tento zemský pohár hraje od roku 1992. Hraje se vyřazovacím K.O. systémem, soutěž má 6 kol a nehrají zde týmy z nejvyšších dvou německých soutěží, ale od 1. kola hrají i týmy ze 4. ligy, dále pak Oberligy (5. ligy), 6. ligy, 7. ligy a vítězové Kreispokalů. Přímo do 2. kola poháru postupuje účastník 3. ligy celek FC Hansa Rostock.  Vítěz postupuje do DFB-Pokalu.

## Přehled vítězů od roku 1992
| 1992 | Post Telekom Neubrandenburg | 2002 | FC Schönberg 95     | 2012 | FC Schönberg 95         | 2022 | TSG Neustrelitz  |
| 1993 | Greifswalder SC             | 2003 | FC Schönberg 95 II  | 2013 | TSG Neustrelitz         | 2023 | Rostocker FC     |
| 1994 | Greifswalder SC             | 2004 | FC Schönberg 95     | 2014 | 1. FC Neubrandenburg 04 | 2024 | Greifswalder SC  |
| 1995 | Greifswalder SC             | 2005 | FC Hansa Rostock II | 2015 | FC Hansa Rostock        | 2025 | FC Hansa Rostock |
| 1996 | Greifswalder SC             | 2006 | FC Hansa Rostock II | 2016 | FC Hansa Rostock        | 2026 |                  |
| 1997 | SV Warnemünde               | 2007 | TSG Neustrelitz     | 2017 | FC Hansa Rostock        | 2027 |                  |
| 1998 | FC Hansa Rostock II         | 2008 | TSG Neustrelitz     | 2018 | FC Hansa Rostock        | 2028 |                  |
| 1999 | FC Schönberg 95             | 2009 | Torgelower SV Greif | 2019 | FC Hansa Rostock        | 2029 |                  |
| 2000 | FC Schönberg 95             | 2010 | Torgelower SV Greif | 2020 | FC Hansa Rostock        | 2030 |                  |
| 2001 | FC Schönberg 95             | 2011 | FC Hansa Rostock    | 2021 | Greifswalder FC         | 2031 |                  |